# 迷歯亜綱
迷歯亜綱（めいしあこう Labyrinthodontia）は、デボン紀末に最初に陸に上った四肢動物から始まり、石炭紀・ペルム紀・三畳紀にかけて繁栄し、その後衰退しつつも白亜紀前期まで存在した両生類の1グループである。
名のとおり、歯の表面のエナメル質が複雑に内部に折り込まれ、断面が迷路状になった「迷路歯」を特徴とする。これは肉鰭綱（シーラカンスなど）に属する祖先から受け継いだ形質である。

## 特徴
ふつう以下の特徴を持つ。

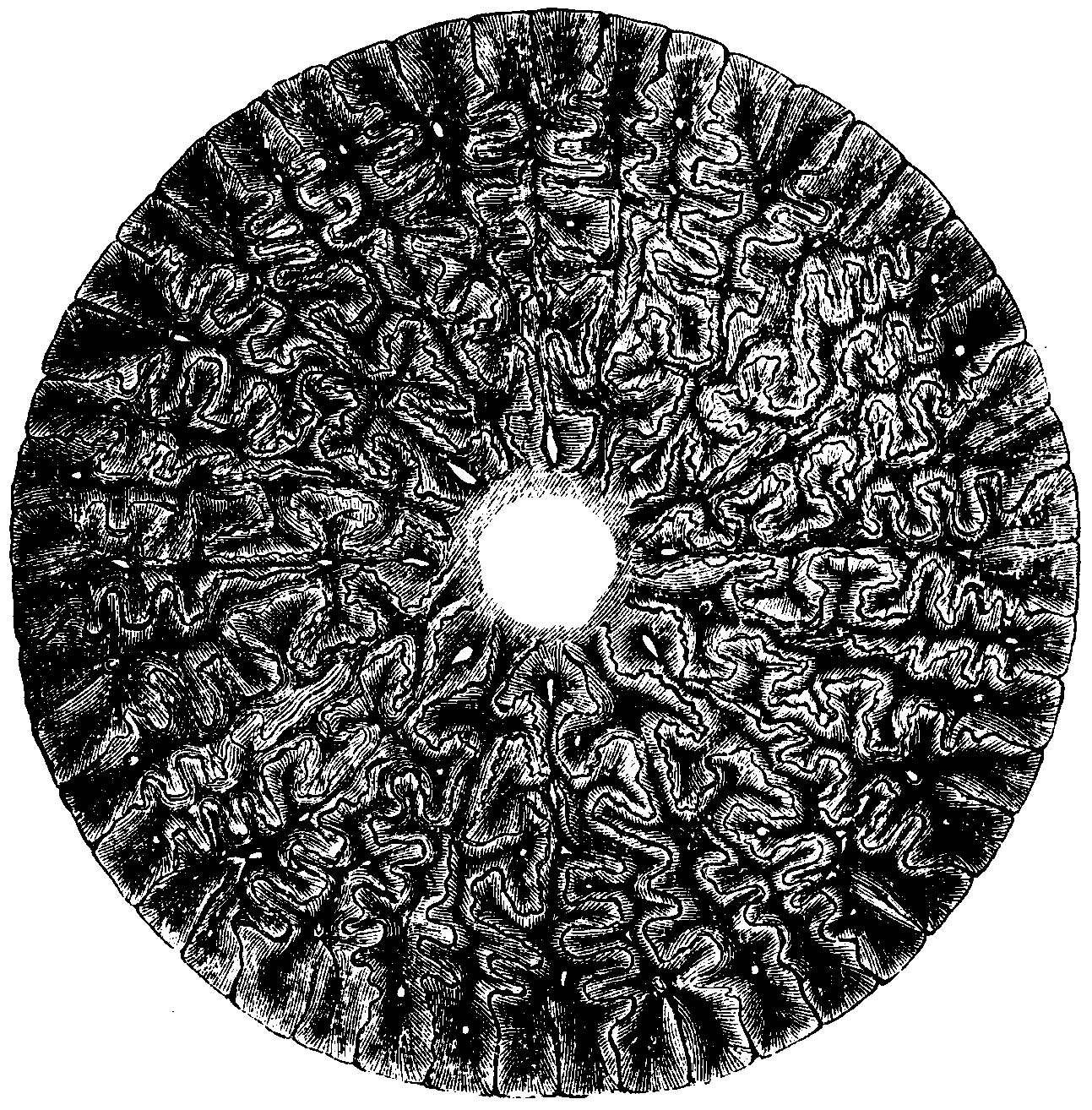
迷路歯（断面）

- 迷路歯。顎骨の縁に並んでいるだけではなく、口蓋前部の平らなところにも生えていた。
- 頭骨は極めて堅固で、頭頂部に松果体孔と、後面の両側には耳切痕という鼓膜が張られていた陥凹があった。
- 魚類では鰓弓の一部であった舌顎骨が鐙骨という細長い骨に変化し、鼓膜の振動を内耳に伝達していた。
- 陸上の重力に抗するため、四肢と肢帯が発達していた。
- 椎骨は側椎心、間椎心、神経弓という3つの要素からなり、それが頑丈に関節することによって地上で体を支えることが出来るようになった。これらの骨の特徴が分類の大きな基準になる。
- 多くの種で外鰓を持った幼生が確認されている。
- 多くの種で側線器官が見られる。

## 下位分類
古典的分類では以下の3目に分けられる。現在では迷歯亜綱はかなり隔たった種をまとめたものであり、それらをグループごとに分割する考え方が主流になっている。

### イクチオステガ目 Ichthyostegalia
- パンデリクティス Panderichthys　：泥質の浅瀬に適応。
- ティクターリク Tiktaalik　：上陸することの出来る四肢状の鰭を持つ。
- 初期の四肢動物 Tetrapoda ：水草の繁茂する沼地に生息
  - アカントステガ Acanthostega ：8本の指がある四肢を持つ。
  - イクチオステガ Ichthyostega ：重力から内臓を守る肋骨が発達。

この時期に枝分かれした外洋性の子孫がシーラカンスである。
最も原始的なグループ。デボン紀後期〜石炭紀初期。

### 分椎目 Temnospondyli
石炭紀から白亜紀前期まで存在した最大の目。カエル、あるいは現生両生類全ての祖先ではないかと考えられている。
大部分の種の椎骨は、大きな半月状の間椎心と小さな側椎心で構成され、大きな神経弓を支えてラキトム型と呼ばれる形になっていた。
石炭紀前期
- クラッシギリヌス科 - 未だ炭竜類と分化がはっきりしない。
- コロステウス上科 - 空椎亜綱との関連が指摘される。
- ロクソッマ上科 - 鍵穴状の眼窩を持つ。

が知られる。多くは二次的に水生に戻った種である。
石炭紀後期〜ペルム紀前期
エドプス上科とエリオプス上科に分かれ、水生・半水生・地上性と多様な種が存在した。エリオプスなどは大型の爬虫類とも十分対抗できた。
ペルム紀後期〜白亜紀
水中生活に逆戻りする種が増えた。脊椎は間椎心からなる単純な円盤に神経弓がついている全椎型（stereospondylous）という形態に簡略化した。この特徴から「全椎類」と総称されるが、これは自然群ではない。おおむね、頭骨は大きく扁平で、四肢は小さく、骨格の一部分が軟骨化していった。

### 炭竜目 Anthracosauria
椎骨の側椎心が大きくなる傾向を持つグループ。爬虫類との関連が指摘されている。
エンボロメリ亜目Embolomeri
側椎心は間椎心と同じ大きさかやや大きいくらいで両方とも円筒形。
石炭紀〜ペルム紀前期。かなり深い水中で生活していたグループらしい。
ゲフィロステグス亜目 Gephyrostegida
石炭紀後期に生息した小型の陸生種。
シームリア形亜目 Seymouriamorpha
ペルム紀に生息した爬虫類に近いグループ。間椎心は楔状の小さな骨に退化している。シームリアが有名。

## 進化
デボン紀
温暖で、後期にはシルル紀に出現した陸上植物が大発展を遂げ、森林を形成するようになった。それによって大気の酸素濃度は現在のレベルにまで上昇し、陸生無脊椎動物も豊富になっていた。
イクチオステガ目に属する種はこの時期に現れた。多くはローラシア（現在のグリーンランド、北米、ヨーロッパ、中国など）に生息していたが、南半球のゴンドワナだったオーストラリアからも化石が出土している。この時期の種は未だにほぼ水生動物であり、陸上には危機が迫ったとき、あるいは身軽な幼体期に上っていただけと考えられている。
石炭紀
前期はデボン紀より更に温暖で、広大な海が広がっていた時代であり、化石記録は非常に貧弱である。この時期に、五指を備えた強靭な四肢と頑丈な脊椎、鼓膜を持つ、より陸上に適応した分椎目と炭竜目が生まれた。過渡期の種として有名なのがペデルペスである。
後期になると寒冷になり、広大な陸塊が出現し内陸部は乾燥化したが、赤道沿いの地域（現在の北米〜ヨーロッパ）には温暖な湿地帯が存在し両生類が繁栄した。最古の爬虫類もこの時期である。
ペルム紀
パンゲア大陸が完成し、石炭紀から盛んだった造山活動のため、多くの山脈が生まれ、陸上に多彩な地形と気候をもたらした。四肢動物は数多くの進化系統に分化し、全世界に分布を広げていった。
この時期は分椎目が大繁栄し、より陸上に適応した爬虫類や獣弓類の存在にもかかわらず、陸上動物の大きな構成要素の一つであり続けた。進化史上最大の両生類であるプリオノスクスもこの時期に生息した。
末期には氷河期となり、史上最大の大絶滅が訪れる。
三畳紀
炭竜目はごく少数が遺存的に存在したのみである。分椎目は水生動物に戻り、一部は海にも進出し、世界のいたるところで繁栄した。全体的な進化傾向として、頭部が巨大化・扁平化し、胴もまた扁平になった。また水中生活に適応してか、骨格の骨質が退縮し、軟骨質が増加した。手根・足根部や肢帯の背側が軟骨化したため四肢は小さくなり、頭骨の骨質の退縮のため口蓋が開放性になった。理由はよく分からないが逆に頭頂部や肢帯の腹側は骨質が増し頑丈になっている。この傾向を最大限に進めたのがゲロトラックスである。
ジュラ紀〜白亜紀
炭竜目はもう見られず、分椎目もクーラスクスなどブラキオプス上科に属する種が細々と生息するだけになった。白亜紀前期を最後に完全にその系譜は途絶えた。